# Ricardo Lucarelli de Souza
Pour les articles homonymes, voir Ricardo Mário de Souza.
Ricardo Lucarelli Santos de Souza dit Lucarelli est un joueur international brésilien de volley-ball, né le 14 février 1992 à Contagem (État de Minas Gerais). Il mesure 1,96 m et joue réceptionneur-attaquant.

## Clubs
| Club                 | De        | À         |
| -------------------- | --------- | --------- |
| Minas TC             | 2010-2011 | 2012-2013 |
| Sesi São Paulo       | 2013-2014 | 2014-2015 |
| Vôlei Taubaté        | 2015-2016 | 2019-2020 |
| Trentino Volley      | 2020-2021 | 2020-2021 |
| AS Volley Lube       | 2021-2022 | 2021-2022 |
| You Energy Plaisance | 2022-2023 | 2022-2023 |
| JTEKT Stings Aichi   | 2023-2024 |           |

## Palmarès

### En sélection nationale
- Jeux olympiques (1)
  -  : 2016 —  Rio de Janeiro, Brésil.
- Championnat du monde
  -  : 2014.
- Coupe du monde (1)
  -  : 2019.
- Ligue mondiale
  -  : 2013, 2014, 2016, 2017.
- Grand Champions Cup (2)
  -  : 2013, 2017.
- Championnat du monde U23 (1)
  -  : 2013.
- Mémorial Hubert Wagner (1)
  -  : 2019.
- Coupe panaméricaine (1)
  -  : 2013.
- Championnat d'Amérique du Sud (3)
  -  : 2013, 2015, 2017.
- Championnat d'Amérique du Sud U21 (1)
  -  : 2010.
- Championnat d'Amérique du Sud U19
  -  : 2008.

### En club
- Championnat Sud-américain des clubs
  -  : 2013, 2016.
  -  : 2020.
- Championnat du Brésil (1)
  - Vainqueur : 2019.
  - Finaliste : 2014, 2015, 2017.
  - Troisième : 2012, 2016.
- Coupe du Brésil (1)
  - Vainqueur : 2017.
  - Finaliste : 2014.
- Supercoupe du Brésil (1)
  - Vainqueur : 2020.
  - Finaliste : 2015, 2018.
- Championnat du Mineiro
  - Finaliste : 2011, 2012, 2013.
- Championnat du Paulista (6)
  - Vainqueur : 2014, 2016, 2017, 2018, 2019, 2020.
  - Finaliste : 2015.

### Distinctions individuelles
Ricardo Lucarelli de Souza a obtenu pas moins de 17 récompenses personnelles au cours de sa carrière :
| - 2009 : Championnat du monde U19 — Meilleur receveur - 2012 : Championnat du Brésil — Meilleur attaquant - 2013 : Championnat Sud-américain des clubs — Meilleur serveur - 2013 : Ligue mondiale — 2d meilleur réceptionneur-attaquant - 2013 : Championnat d'Amérique du Sud — Meilleur réceptionneur-attaquant - 2013 : Coupe panaméricaine — MVP - 2013 : Championnat du monde U23 — MVP - 2014 : Ligue mondiale — 2d meilleur réceptionneur-attaquant - 2014 : Championnat du monde — Meilleur réceptionneur-attaquant | - 2016 : Championnat Sud-américain des clubs — Meilleur réceptionneur-attaquant - 2016 : Jeux olympiques — Meilleur réceptionneur-attaquant - 2017 : Ligue mondiale — Meilleur réceptionneur-attaquant - 2017 : Championnat d'Amérique du Sud — Meilleur réceptionneur-attaquant - 2017 : Grand Champions Cup — MVP - 2017 : Grand Champions Cup — Meilleur réceptionneur-attaquant - 2019 : Championnat du Brésil — Meilleur réceptionneur-attaquant - 2019 : Championnat du Brésil — MVP |